# Comostolopsis apicata
Comostolopsis apicata är en fjärilsart som beskrevs av W. Warren 1898. Comostolopsis apicata ingår i släktet Comostolopsis och familjen mätare. Inga underarter finns listade i Catalogue of Life.